# Philipp von Stosch
Philipp Stosch (Philipp von Stosch) báró (Cüstrin, 1691. március 22. – Firenze, 1757. november 7.) Rómában és Firenzében élő porosz régiségkereskedő (antikvárius) volt.

## Élete

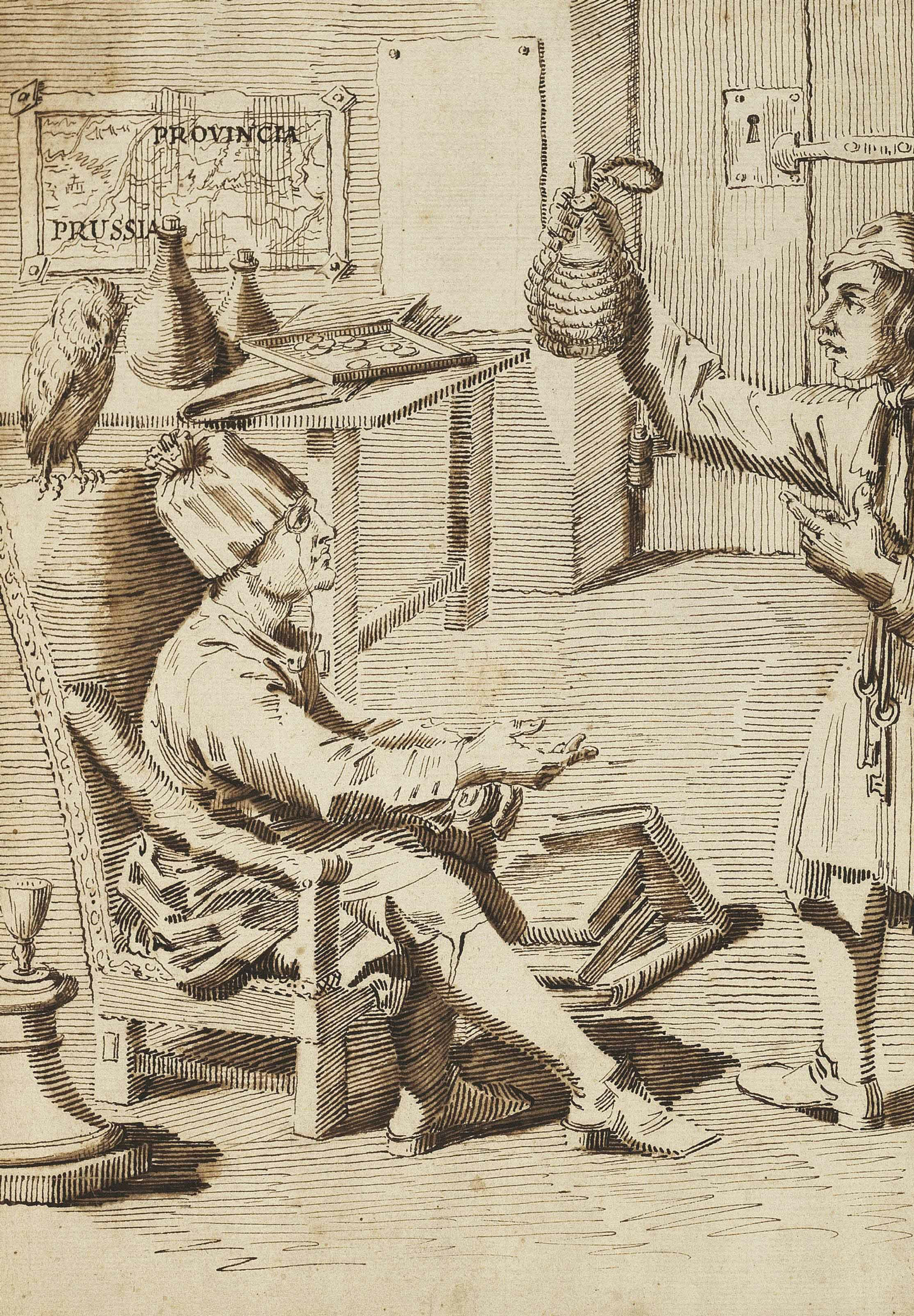
Pier Leone Ghezzi Philipp von Stoschról készült munkája

Philipp Stosch Cüstrinben (ma lengyelországi Kostrzyn) született, Brandenburg Neumark régiójában. 1709-ben, apja apja áldásával – aki sikeres orvosból lett Cüstrin polgármestere – indult hollandiai, franciaországi és angliai körútra. Az út végül Itáliába is elvezette. Rómában egy bemutatkozó levél által XI. Kelemen pápa, a régiségek gyűjtője és ismerője körébe is eljutott, majd hamarosan szoros barátságot kötött a bíboros unokaöccsével, Alessandro Albanival is. Stosch, akit bátyja 1717-ben bekövetkezett halála miatt körútjáról hazahívtak, később szélesebb körű európai utazások sorozatába kezdett.
Stosch ismét visszatért Rómába, ahol mű- és régiségkereskedővé vált a műalkotások után kutató antikvárium központjában. Mindenekelőtt az ókor vésett drágaköveit, könyveket és kéziratokat, korai metszeteket és rajzokat gyűjtött, és állítólagos homoszexuális szenvedélyeit szokatlan eszközökkel finanszírozta, többek között azzal, hogy Sir Robert Walpole brit kormánya javára kémkedett a római jakobiták után. Stoschot 1731-ben leplezték le mint titkos ügynököt, és élete veszélybe került. Kénytelen volt elmenekülni a pápai államból, Firenzében keresve menedéket, Gian Gastone de' Medici nagyherceg, az utolsó Medici toleráns uralma alatt. Ott telepedett le és ott élt nyugdíjba vonulása után is, egészen 1757-ben bekövetkezett haláláig. 
Philipp Stosch 1733-ban Firenzében egy szabadkőműves páholy alapítója volt, amely Rómát közvetlenül érintette, ami a katolikusok szabadkőművessé válásának tilalmához vezetett. A firenzei születésű XII. Kelemen pápa által kiadott első pápai szabadkőművesség tilalma nem a szabadkőművesség elleni ideológiai kifogáson alapult, ahogy azt gyakran feltételezik. Az 1738-as bulla nyomán Kelemen bíboros-unokaöccse, Neri Corsini azt írta, hogy a szabadkőművesség Angliában csupán egy ártatlan mulatság; a fő kifogás Corsini szerint az volt, hogy a firenzei páholy „korrupt” lett. Háza a rózsakeresztes, alkímiai-pánfilozófiai természetű spirituális kutatások központjává vált. A páholyt bezárták, Tommaso Crudelit pedig bebörtönözték.
Bátorította a fiatal német művészeket, nem csupán azokat, akik saját műveit illusztrálták, hanem másokat is, mint például Lorenz Natter (1705–1763), egy német drágakővésnök és éremmetsző, akit Stosch Firenzében ősi drágakővésetek másolására fogott, és akinek szabadkőműves kitüntetése a Charles Sackville mestersége, 1733, bevésték és széles körben terjesztették (ref. Pelizzi). Arany és ezüst változatai is léteznek; a nagyherceg  egy ezüstöt kapott, Bargellóban.
Stosch nevéhez fűződik a monokli divatossá tétele is, de műértőként Stoschnak egy remek kötete is megjelent maradandó benyomást keltve, a Gemmæ Antiquæ Cælatæ (Pierres antiques graveés) (1724) témában, amelyben Bernard Picart metszetei hetven antik faragott keménykövet reprodukáltak, mint pl. az ónix, jáspis és karneol európai gyűjteményekből, mely az antikváriusok és történészek számára felbecsülhetetlen értékű kötet. Azonnal csatlakozott a mindenféle régiségeket követő metszetkönyvek repertoárjához, amelyek a 18. századi klasszikus tanulmányok lényeges részét képezték, és tájékoztatták a Stosch halála után nem sokkal beinduló neoklasszikus stílusokat. A kötetnek George Ogle angol fordításában több kiadása is volt.
A báró saját nagy gyűjteménye több mint 10 000 kámeát, intagliót és antik strasszt tartalmazott, amelyek többsége végül a berlini múzeumokba került. Gyűjteményeinek keménykőfaragványait, amelyek az antikváriusok érdeklődése miatt a numizmatikával vetekedtek. Winckelmann munkáját von Stosch báró unokaöccse és örököse, Heinrich Wilhelm Muzel írta alá, aki élete végéig agglegény maradt, 1757-ben Firenzébe érkezett Stoschhoz,aki örökbe fogadta, és  örökösévé tette.
Winckelmann Muzel-Stoschnak címezte utolsó levelét, amelyet a trieszti fogadóban írt azon az éjszakán, amikor egy fiatalember, akit éppen akkor karolt fel, meggyilkolta. 1765-ben Nagy Frigyes király végül a gyűjtemény legnagyobb részét megvásárolta 20 vagy 30 000 birodalmi tallért és 400 birodalmi tallér járadékért.

## Írásai
- Gemmae antiquae celatae, scalptorum nominibus insignitae. Ad ipsas gemmas, aut earum ectypos delineatae & aeri incisae, per Bernardum Picart. Ex praecipuis Europae museis selegit & commentariis illustravit Philippus de Stosch = Pierres antiques gravées, sur les quelles les graveurs ont mis leurs noms. Dessinées et gravées en cuivre sur les originaux ou d’après les empreintes par Bernard Picart. Tirées des principaux cabinets de l’Europe, expliquées par Philippe de Stosch. Bernard Picart, Amsterdam 1724 (Digitalisat).

## Fordítás
- Ez a szócikk részben vagy egészben  a   Philipp von Stosch című angol Wikipédia-szócikk fordításán alapul.  Az eredeti cikk szerkesztőit annak laptörténete sorolja fel. Ez a jelzés csupán a megfogalmazás eredetét és a szerzői jogokat jelzi, nem szolgál a cikkben szereplő információk forrásmegjelöléseként.